# Allen Toussaint
Allen Toussaint (New Orleans, 14 januari 1938 – Madrid, 9 november 2015) was een Amerikaans rhythm-and-blues-pianist, -zanger, -componist, -producer en -arrangeur, vooral bekend door zijn studiowerk en zijn composities. Van zijn meer dan 150 composities werden o.a. bekend: "Java" door Al Hirt, "Pain in My Heart", geschreven als "Ruler of My Heart" voor Irma Thomas en de eerste hit van Otis Redding., "Lipstick Traces (on a Cigarette)" van Benny Spellman, "Working in the Coal Mine" van Lee Dorsey en "Fortune Teller".

## Jeugd
Touisaint was de jongste in een gezin met drie kinderen, die opgroeiden in Gert Town, een deel van New Orleans. Zijn vader Clarence werkte aan het spoor en speelde in zijn vrije tijd trompet in een bigband. Zijn moeder Naomi, die van opera hield, had een gastvrij gezin, waar zij veel muzikanten verwelkomde. Toussiant leerde zo nog in zijn kinderjaren de gospel en de [boogiewoogie. In zijn tienerjaren speelde hij in een band, de Flamingos, met gitarist Snooks Eaglin, voortijdig verliet hij school en raakte onder invloed van de gesyncopeerde "second line" pianostijl van Professor Longhair.

## Carrière

### RCA
Toussaints professionele carrière begon toen Dave Bartholomew hen vroeg als stand-in voor Fats Domino. Toussaint speelde de pianopartijen, waarna Domino later inzong op "I Want You to Know" (1957) en "Young School Girl" (1958). Touissaint werd ingehuurd door A&R-man Danny Kessler en Murray Sporn van RCA Records als begeleidend pianist voor een meerdaagse talentenjacht in de J&M studio van Cosimo Matassa. Hij maakte zo'n indruk dat RCA hem vroeg een compleet album op te nemen. Het werd The Wild Sound Of New Orleans By Tousan, Alvin Tyler, Nat Perrilliat, Lee Allen (tenorsax), Justin Adams of Roy Montrell (gitaar), Frank Fields (bas) en Charles "Hungry" Williams (drums) werkten mee aan het album, maar het album verkocht niet. Een van de nummers op het album, "Java", werd in 1963 opgenomen door de eveneens uit New Orleans afkomstige trompettist Al Hirt, dat een 4e positie in de Billboard Hot 100 bereikte. "Java" was een compositie van Tousaint, Alvin Tyler en Marilyn Schack, een alias van Danny Kessler. Zijn eerste succes als producer kwam in 1957 met Lee Allens "Walking with Mr. Lee".

### Minit Records
Minit Records was een in 1959 door Joe Banashak en Larry McKinley in New Orleans opgericht platenlabel. Naast Minit was Joe Banashak ook Instant Records begonnen. Hun beoogde producer was Harold Battiste, maar als gevolg van diens overbezette agenda was het uiteindelijk Allen Toussaint, die verantwoordelijk werd voor hun releases. Naast freelance werk voor andere labels, zoals Fury werd Toussaint de A&R-man en platenproducent. Hij speelde piano, schreef, arrangeerde en produceerde een reeks hits in het begin en midden van de jaren zestig voor R&B-artiesten uit New Orleans, zoals met Ernie K-Doe "Mother-in-Law", met Chris Kenner "I Like It Like That", met Irma Thomas "It's Raining" , Art en Aaron Neville met "Over You", The Showmen en Lee Dorsey, wiens eerste hit "Ya Ya" hij in 1961 produceerde.
Minit Records werd in 1963 inclusief artiesten verkocht aan Liberty Records, waarna het label verhuisde naar Los Angeles. Toussaint ging in januari 1963 in militaire dienst en deed alleen in vrije weekends incidenteel productiewerk, toen hij in 1965 terugkeerde uit dienst verliet hij Minit/Instant.

## Sansu Enterprises
Samen met Marshall Estus Sehorn begon Toussaint in 1965 de productiemaatschappij Sansu Enterprises, later uigebreid met het label Sansu Records. Lee Dorsey had meerdere hits voor Sansu met composities van Toussaint, waaronder "Ride Your Pony" (1965), "Working in the Coal Mine" (1966) en "Holy Cow" (1966). Andere artiesten waar zij mee werkten waren Betty Harris en Chris Kenner. De ritmesectie op veel van de Sansu-opnames tot eind jaren 1960 bestond uit Art Neville op keyboards, Leo Nocentelli op gitaar, George Porter Jr. op bas en Ziggy Modeliste op drums. Ze traden op als Art Neville and the Sounds en werden later bekend als The Meters.
Toussaint bleef The Meters produceren toen ze in 1969 platen onder hun eigen naam begonnen uit te brengen. Als onderdeel van een proces dat bij Sansu begon en in de jaren zeventig tot bloei kwam, ontwikkelde hij een funkier geluid, waarbij hij schreef en produceerde voor artiesten als Dr. John (met medewerking van de Meters, op het album In the Right Place uit 1973, dat de hit "Right Place, Wrong Time" bevatte) en een album van The Wild Tchoupitoulas, een groep Mardi Gras-indianen uit New Orleans onder leiding van "Big Chief Jolly" (George Landry) (ook met de Meters en andere leden van de Neville-familie, later bekend als The Neville Brothers).
In de jaren zeventig begon Toussaint te werken met artiesten van buiten New Orleans, zoals B.J. Thomas, Robert Palmer ("Sneakin' Sally Through the Alley"), Willy DeVille, Sandy Denny, Elkie Brooks, Solomon Burke, de Schotse soulzanger Frankie Miller (High Life) en de southernrocker Mylon LeFevre. Hij arrangeerde hoornmuziek voor de albums Cahoots (1971) en Rock of Ages (1972) van The Band, zong op " Life Is A Carnival" en werkte mee aan de documentaire The Last Waltz (1978), het afscheidsconcert van The Band. Boz Scaggs nam Toussaints "What Do You Want the Girl to Do?" op op zijn album Silk Degrees uit 1976, dat nummer 2 bereikte in de Amerikaanse popalbumlijst. Het nummer werd ook opgenomen door Bonnie Raitt op haar album Home Plate uit 1975 en door Geoff Muldaur (1976), Lowell George (1979), Vince Gill (1993) en Elvis Costello (2005). In 1976 werkte hij samen met John Mayall aan het album Notice to Appear
In 1973 openden Toussaint en Sehorn de opnamestudio Sea-Saint in de Gentilly-wijk van New Orleans. Toussaint begon met het uitbrengen van albums onder zijn eigen naam, waarbij hij zowel zang als piano voor zijn rekening nam. Zijn solocarrière bereikte halverwege de jaren 1970 een hoogtepunt met de albums From a Whisper to a Scream en Southern Nights. Gedurende deze tijd werkte hij samen met Labelle en produceerde hun album Nightbirds uit 1975, dat de nummer één hit "Lady Marmalade" bevatte. In hetzelfde jaar werkte Toussaint samen met Paul McCartney en Wings voor hun album Venus and Mars en speelde hij op het nummer "Rock Show". In 1973 werd zijn "Yes We Can Can" gecoverd door The Pointer Sisters voor hun titelloze debuutalbum; uitgebracht als single, werd het zowel een pop- als een R&B-hit. Twee jaar later coverde Glen Campbell Toussaints "Southern Nights", dat het tot nummer één bracht in de pop- en country hitlijsten. Toussaints nummer "I'll Take A Melody" stond permanent op het repertoire van de Jerry Garcia Band.
Veel van Toussaints composities staan op naam van zijn pseudoniem Naomi Neville, de meisjesnaam van zijn moeder. Zij was geen directe familie van The Neville Brothers. The Pointer Sisters namen Yes We Can Can en Happiness van hem op.

## Katrina en later
De meeste bezittingen van Toussaint, waaronder zijn huis en opnamestudio, Sea-Saint Studios, gingen verloren als gevolg van de overstromingen veroorzaakt door de orkaan Katrina in 2005. Hij zocht aanvankelijk onderdak in het Astor Crowne Plaza Hotel aan Canal Street, verhuisde enige tijd naar Baton Rouge en vestigde zich een aantal jaren in New York. Zijn eerste televisieoptreden na de orkaan was in de aflevering van 7 september 2005 van de Late Show met David Letterman, samen met Paul Shaffer en zijn CBS Orchestra. Toussaint trad tot en met 2009 regelmatig op in Joe's Pub in New York. Hij keerde uiteindelijk terug naar New Orleans en woonde daar de rest van zijn leven.
Toussaint werd in 1998 opgenomen in de Rock & Roll Hall of Fame in de categorie non-performers. Going Places, toegeschreven aan Allen Toussaints Jazzity Project, verscheen in 2005, gevolgd door het door Joe Henry geproduceerde The Bright Mississippi op Nonesuch Records in 2009. Vier jaar later verscheen het solo-livealbum Songbook - waarvan de uitvoeringen dateren uit 2006 - op Ronder. Hoewel Toussaint bleef optreden, was Songbook het laatste album dat hij uitbracht.

## Overlijden
Allen Toussaint overleed in 2015 op 77-jarige leeftijd tijdens een tournee in Europa. Kort na een optreden in Madrid kreeg hij in zijn hotelkamer een hartaanval.

## Albums
- 1958 · The Wild Sound of New Orleans
- 1971 · Toussaint
- 1972 · Life, Love And Faith
- 1975 · Southern Nights
- 1978 · Motion
- 1991 · The Allen Toussaint Collection
- 1994 · The Wild Sound of New Orleans: The Complete 'Tousan' Sessions
- 1995 · From a Whisper to a Scream
- 1996 · Connected
- 1997 · A New Orleans Christmas
- 1999 · A Taste Of New Orleans
- 2002 · Finger Poppin' & Stompin' Feet
- 2005 · The Complete Warner Bros. Recordings
- 2005 · I Believe To My Soul
- 2006 · The River in Reverse, (met Elvis Costello)
- 2009 · The Bright Mississippi
- 2013 · Songbook

## Hitlijsten

### Albums
| Album met eventuele hitnotering(en) in de Nederlandse Album Top 100 | Datum van verschijnen | Datum van binnenkomst | Hoogste positie | Aantal weken | Opmerkingen        |
| ------------------------------------------------------------------- | --------------------- | --------------------- | --------------- | ------------ | ------------------ |
| The River in Reverse                                                | 2006                  | 03-06-2006            | 61              | 3            | met Elvis Costello |
| The Bright Mississippi                                              | 24-04-2009            | 15-08-2009            | 67              | 2*           |                    |

| Album met hitnotering(en) in de Vlaamse Ultratop 200 albums | Datum van verschijnen | Datum van binnenkomst | Hoogste positie | Aantal weken | Opmerkingen        |
| ----------------------------------------------------------- | --------------------- | --------------------- | --------------- | ------------ | ------------------ |
| The River in Reverse                                        | 2006                  | 10-06-2006            | 15              | 7            | met Elvis Costello |

## Prijzen en onderscheidingen
- Toussaint ontving in 2013 de National Medal of Arts
- Toussaint werd opgenomen in de Rock and Roll Hall of Fame in 1998, de Louisiana Music Hall of Fame in 2009, de Songwriter's Hall of Fame en de Blues Hall of Fame in 2011.
- In 2013 ontving hij de National Medal of Arts van president Barack Obama.
- In 2016 won hij postuum de titel Pinetop Perkins Piano Player bij de Blues Music Awards.
- In januari 2022 stemde de gemeenteraad van New Orleans unaniem om ter ere van hem een van de verkeersaders van de stad, de Robert E. Lee Boulevard, om te dopen in Allen Toussaint Boulevard.

- Bibsys: 46028
- Biblioteca Nacional de España: XX1140143
- Bibliothèque nationale de France: cb13930415w (data)
- Gemeinsame Normdatei: 134706722
- International Standard Name Identifier: 0000 0001 1478 2128
- Library of Congress Control Number: n83185451
- MusicBrainz: ec21cced-2d22-4883-9ee3-f642e6e52f58
- Nationale Bibliotheek van Tsjechië: xx0101624
- Nationale bibliotheek van Australië: 62220274
- Nationale Bibliotheek van Israël: 987007315980905171
- Nationale en Universitaire bibliotheek Zagreb: 000067030
- Nederlandse Thesaurus van Auteursnamen: 071997725
- Réseau des bibliothèques de Suisse occidentale: 02-A014135575
- Système universitaire de documentation: 158362144
- Virtual International Authority File: 96949086
- WorldCat: E39PBJwhFfC7P8ywQVBhwqHpyd